# معركة البليار البحرية (1529)
معركة البليار أو معركة فورمنتيرا هي معركة نشبت في تاريخ 28 تشرين الأول 1529 بين الدولة العثمانية والإمبراطورية الإسبانية ، كانت نتيجتها انتصار عثماني.
قامت المعركة عندما قام أسطولٌ عثماني تحت قيادة أيدين رايس بتوجيه أسطول إسباني صغير مكون من ثمانية قوادس إلى خارج جزيرة فورمينتيرا القريبة من إيبيزا.
كان الإمبراطور الروماني المقدس شارلكان أو تشارلز الخامس الهابسبورغي قد أرسل الأسطول الإسباني المكون من ثمانية قوادس إلى قائد الأسطول القشتالي، رودريغو بورتوندو، للقضاء على السفن الجزائرية التي كانت تغير على شواطئ فالنسيا وتنقل المورسكيون من إسبانيا إلى الجزائر.
قُتل بورتوندو في المعركة، واغتنم العثمانيون سبعة سفنٍ قوادس من الثمانية، وأُسر الجنود الإسبان ونقلوا إلى مدينة الجزائر التي فتحت مؤخراً.